# Jeruzalė

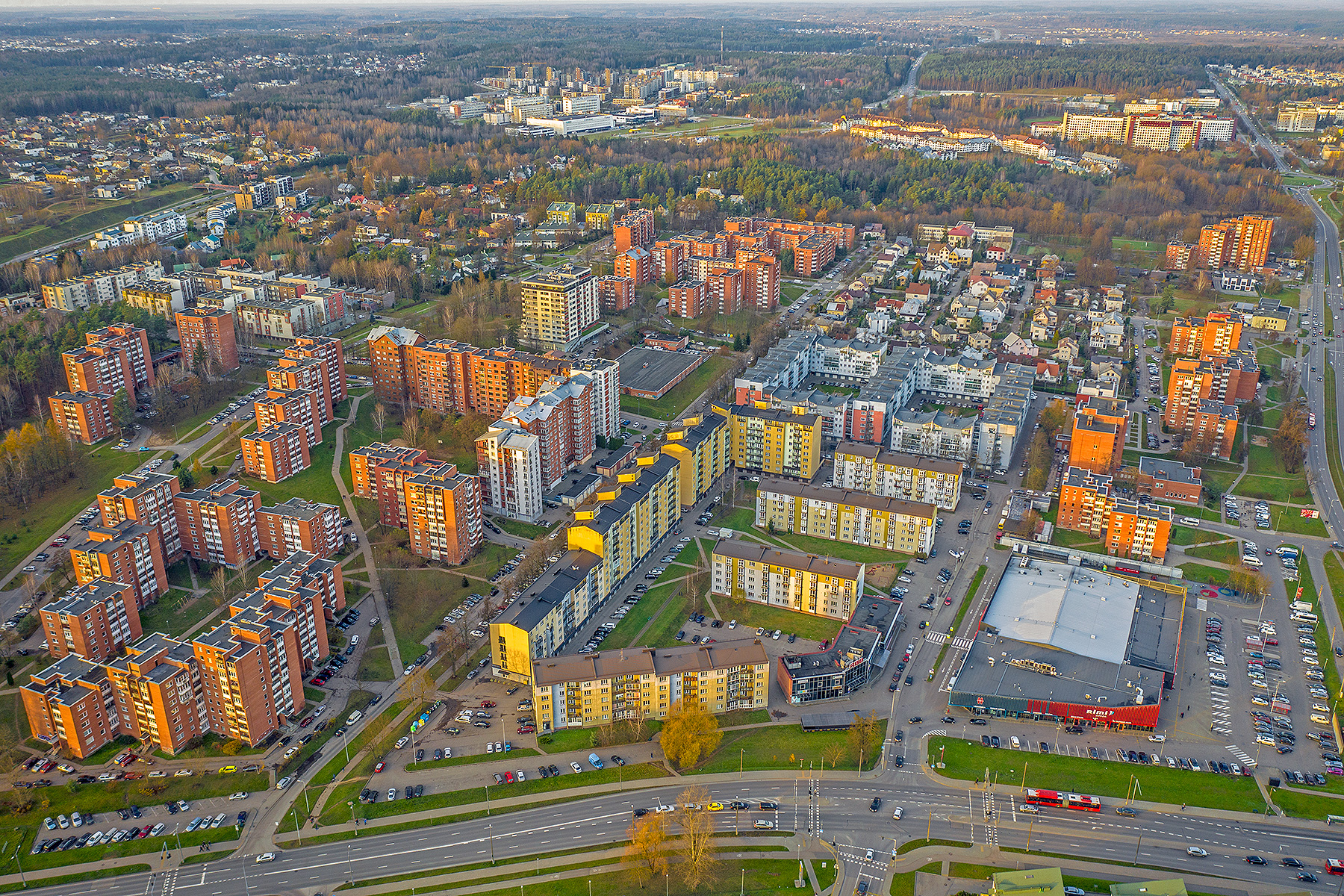
Jeruzalė (2020)

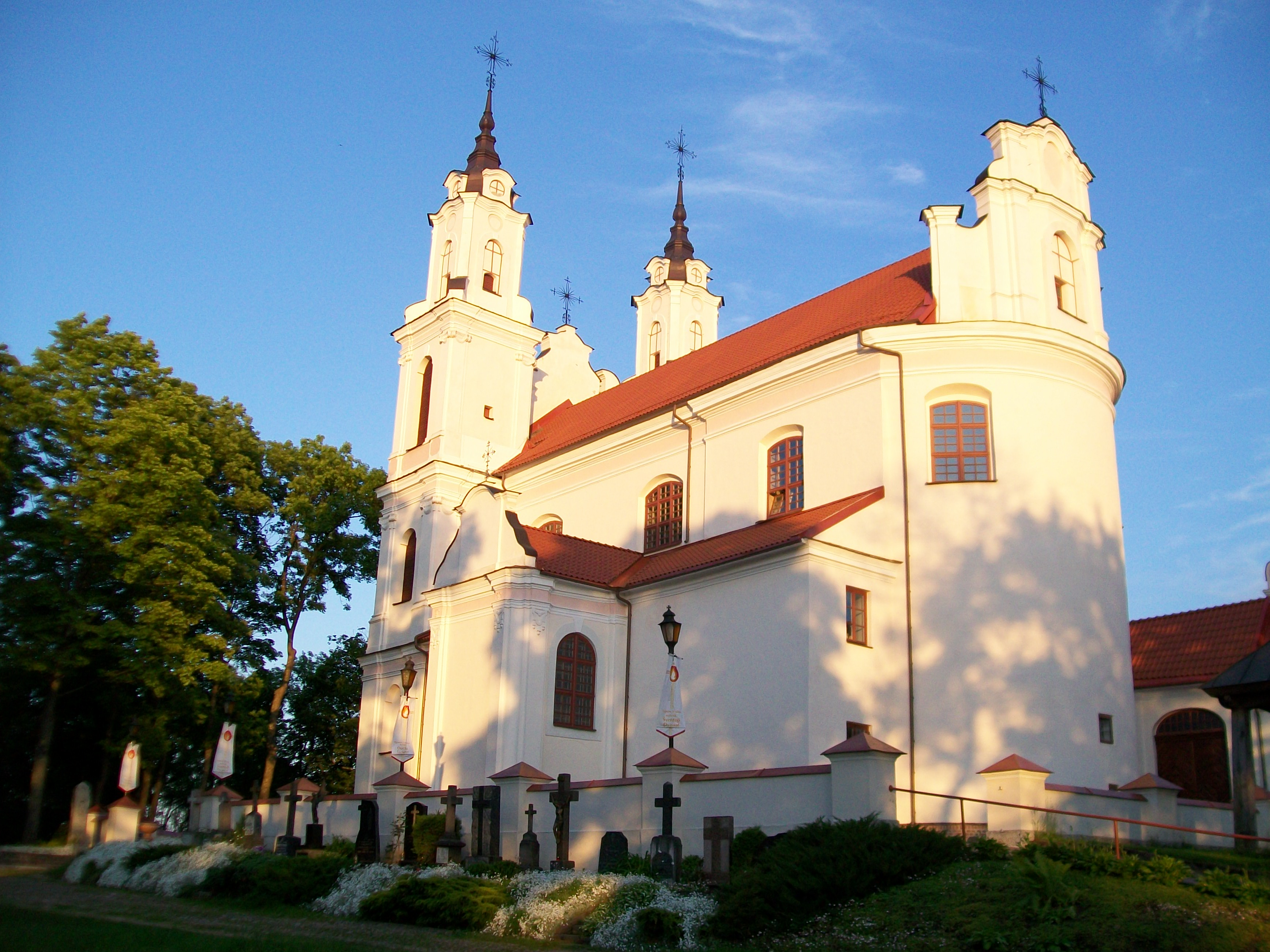
Kirche

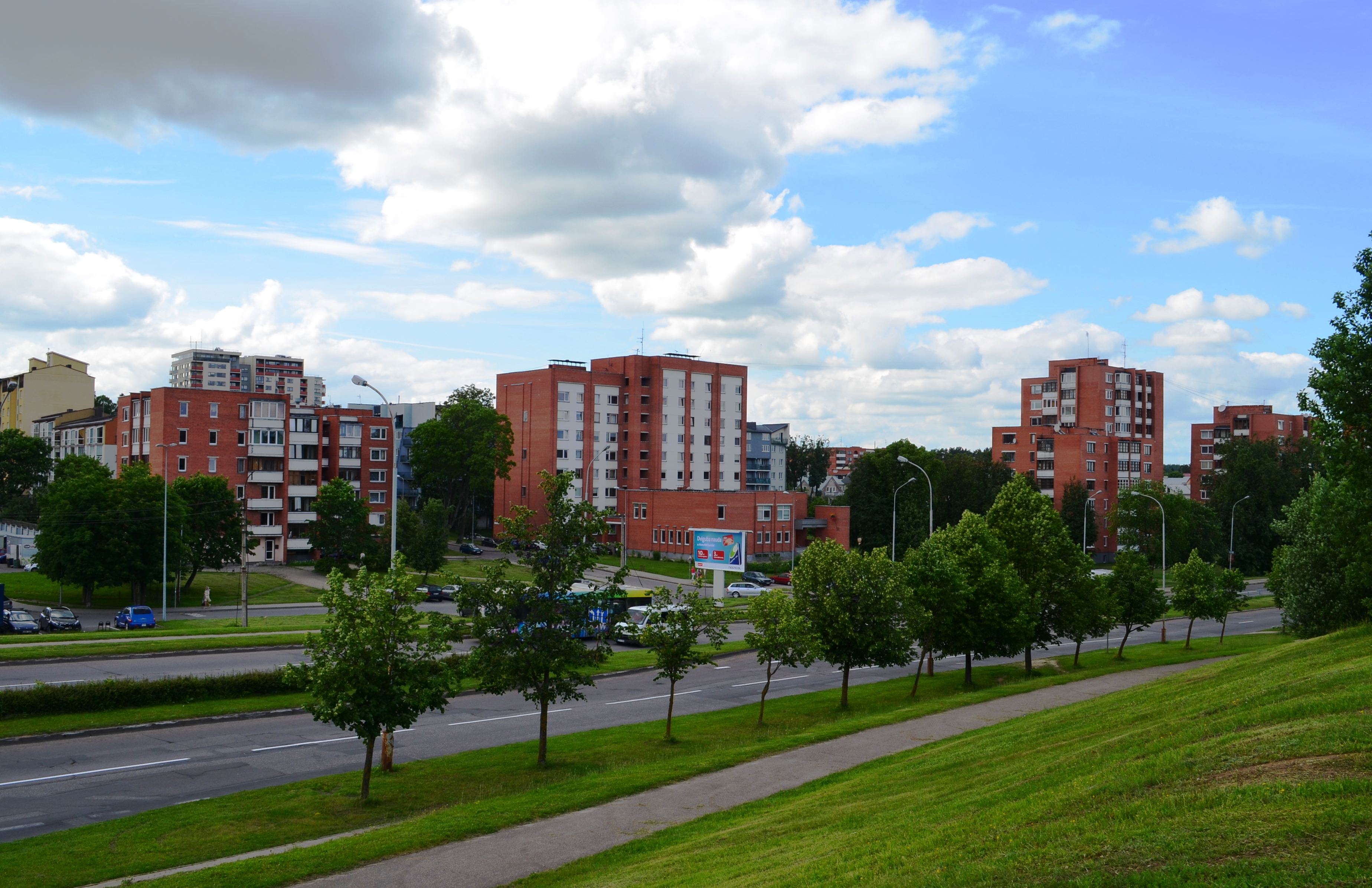
Rajon

Jeruzalė (lit. 'Jerusalem') ist ein Stadtteil der litauischen Hauptstadt Vilnius,  im Norden der Stadt, unweit von Baltupiai, Santariškės und Verkiai. 1923 wurde eine Grundschule errichtet. Seit 1951 unterrichtet man litauisch und polnisch. 1930 wurde das Wohngebiet an Vilnius angegliedert. Heute befindet es sich im Amtsbezirk Verkiai der Stadtgemeinde Vilnius. Es gibt das Progymnasium (in Sowjetlitauen und danach bis 2013 eine Mittelschule), eine katholische Kirche, einen Park mit Skulpturen.